# American Pie
American Pie este o melodie folk rock interpretată de Don McLean.
Înregistrată și lansată de pe albumul „American Pie” în 1971, melodia a fost un hit de #1 în Statele Unite timp de patru săptămâni. Melodia este o poveste abstractă a vieții sale, începând cu moartea lui Buddy Holly, Ritchie Valens și Jiles Perry Richardson într-un accident de avion în 1959, și terminându-se în 1970.

## Versiunea Madonnei
Madonna a lansat un cover după această melodie pentru coloana sonoră a filmului din 2000, „The Next Best Thing.” Versiunea Madonnei este mai scurtă și pop-dance. A devenit unul din marile ei succese, cu toate că a fost omis de pe compilația GHV2 și nici nu a fost interpretat live vreodată. Versiunea ei este considerată una din cele mai proaste preluări muzicale ale tuturor timpurilor.
„American Pie” a primit discul de aur în Austria, fiind al treilea ei disc single, după „Frozen” și „The Power of Good-Bye” care a fost certificat acolo.
Videoclipul a atins locul 5 în clasamentul organizat de Total Request Live, fiind primul ei videoclip clasat în top 5.

### Certificate
| Țara   | Certificat |
| ------ | ---------- |
| Franța | Argint     |